# Bagaregårdsskolan
Bagaregårdsskolan är en grundskola vid Bagaregårdsgatan 4 i stadsdelen Bagaregården i östra Göteborg. Byggnaden ligger i 7:e kvarteret Billingen och har fastighetsbeteckningen Bagaregården 7:47.
Skolan ritades av Johan Jarlén (1880-1955), och stod klar i april 1918. Den består av en vinklad länga med korridor mot en södervänd gård och klassrum mot norr. Utsidans sockelvåning är i rustik gråsten, ett nationalromantiskt drag liksom den breda, bruna fasadpanelen och vindfångens robusta portiker. Det utsvängda, branta tegeltaket är valmat över de breda gavelfasaderna och kröns med ett sirligt klocktorn som pekar framåt mot tjugotalsklassicismen. De tre entréerna ramas in av kolonner. Det är en av Göteborgs kommuns få bevarade skolor byggd i trä och är stadens enda som är byggd i nationalromantisk stil.
Skolan kom att kallas för Lagår'n av barnen.